# Драган Мікеревич
Драган Мікеревич (серб. Драган Микеревић; нар. 12 лютого 1955) — сербський політик з Боснії і Герцеговини.

## Політична кар'єра
Займав пост прем'єр-міністра Республіки Сербської з січня 2003 до лютого 2005 року. Оголосив про свою відставку у грудні 2004 року після конфлікту з міжнародним Верховним представником.
До цього він обіймав посаду голови Ради міністрів Боснії і Герцеговини з березня до грудня 2002 року, коли було сформовано новий уряд після загальних виборів.
Є членом Партії демократичного прогресу.